# تام لستر
تام لستر (به انگلیسی: Tom Lester)؛ (زادهٔ ۲۳ سپتامبر ۱۹۳۸ – درگذشته ۲۰ آوریل ۲۰۲۰) یک هنرپیشه و اونجلیست اهل ایالات متحده آمریکا بود.

## فیلم‌شناسی
- مزاحم (۱۹۸۹)
- گوردی (۱۹۹۵)